# NGC 1710
NGC 1710 is een elliptisch sterrenstelsel in het sterrenbeeld Haas. Het hemelobject werd in 1886 ontdekt door de Amerikaanse astronoom Francis Preserved Leavenworth.

## Synoniemen
- IC 2108
- PGC 16396
- MCG -3-13-37